# Noa Cochva
Noa Cochva (nacida el 19 de febrero de 1999) es una modelo y reina de belleza israelí. Fue coronada Miss Israel 2021 y representó a su país en Miss Universo 2021.
Es la última Miss Israel debido a que un año después se anunció que el concurso fue cancelado en medio de controversias sobre su relevancia para los estándares sociales modernos.

## Biografía
Cochva nació en el barrio Neve Savion en Yehud. Creció y se educó en el moshav Bnei Atarot. Su padre, Eyal, fue piloto y comandante de escuadrón, y actualmente es consultor de negocios y asesor en el campo de las empresas emergentes. Su madre, Yael, fue soldado de la Fuerza Aérea Israelí y actualmente es psicóloga clínica y terapeuta matrimonial. Tiene dos hermanos y dos medios hermanos del primer matrimonio de su padre.
Cuando era niña le diagnosticaron trombocitopenia, una enfermedad hematológica que altera la producción de plaquetas, por lo que estuvo internada intermitentemente durante un año y medio. Después del evento, decidió que quería estudiar medicina. Sirvió en las Fuerzas de Defensa de Israel como médica y luego se convirtió en instructora y comandante en un curso de medicina.
Después del ejército, estudió durante ocho meses en la escuela de panadería y pastelería de la chef y presentadora de televisión Estella Moshkovich-Belfer. Después trabajó en un restaurante en Yehud-Monosson como pastelera hasta que, tras la pandemia de COVID-19, los restaurantes cerraron.
En 2021, acompañada de su padre, inició la creación de una empresa emergente que lanzará una aplicación social para el diseño de interiores.

## Carrera en concursos de belleza

### Miss Israel 2021
El 24 de octubre de 2021, venció a otras once candidatas y fue coronada Miss Israel 2021.

### Miss Universo 2021
Cochva representó a su país en Miss Universo 2021 en Eilat (Israel) pero no clasificó al Top 16 de cuartofinalistas. Esta fue la primera vez que Israel fue sede del concurso. Se informó que durante el ensayo general, Cochva sufrió un desmayo y recibió asistencia médica.